# Hohne
Hohne is een gemeente in de Duitse deelstaat Nedersaksen. De gemeente ligt in het oosten van de Samtgemeinde Lachendorf en hoort bestuurlijk bij de Landkreis Celle. Hohne telt 1.676 inwoners.
Naast de hoofdplaats Hohne behoren sinds de gemeentelijke herindelingen van 1973 ook de Ortsteile Helmerkamp en Spechtshorn tot de gemeente.
De agrarische sector is de hoofdpijler van de economie in de gemeente.
Hohne werd tijdens de Dertigjarige Oorlog in 1636 door een onvoorzichtigheid met vuur geheel in de as gelegd, maar was twee jaar later weer herbouwd. Andere historische gebeurtenissen van meer dan plaatselijk belang zijn niet overgeleverd.
Hohne moet niet verward worden met het NAVO-oefenterrein Bergen-Hohne, dat deels ook in de Landkreis Celle ligt, maar veel verder noordwestelijk.

## Afbeeldingen

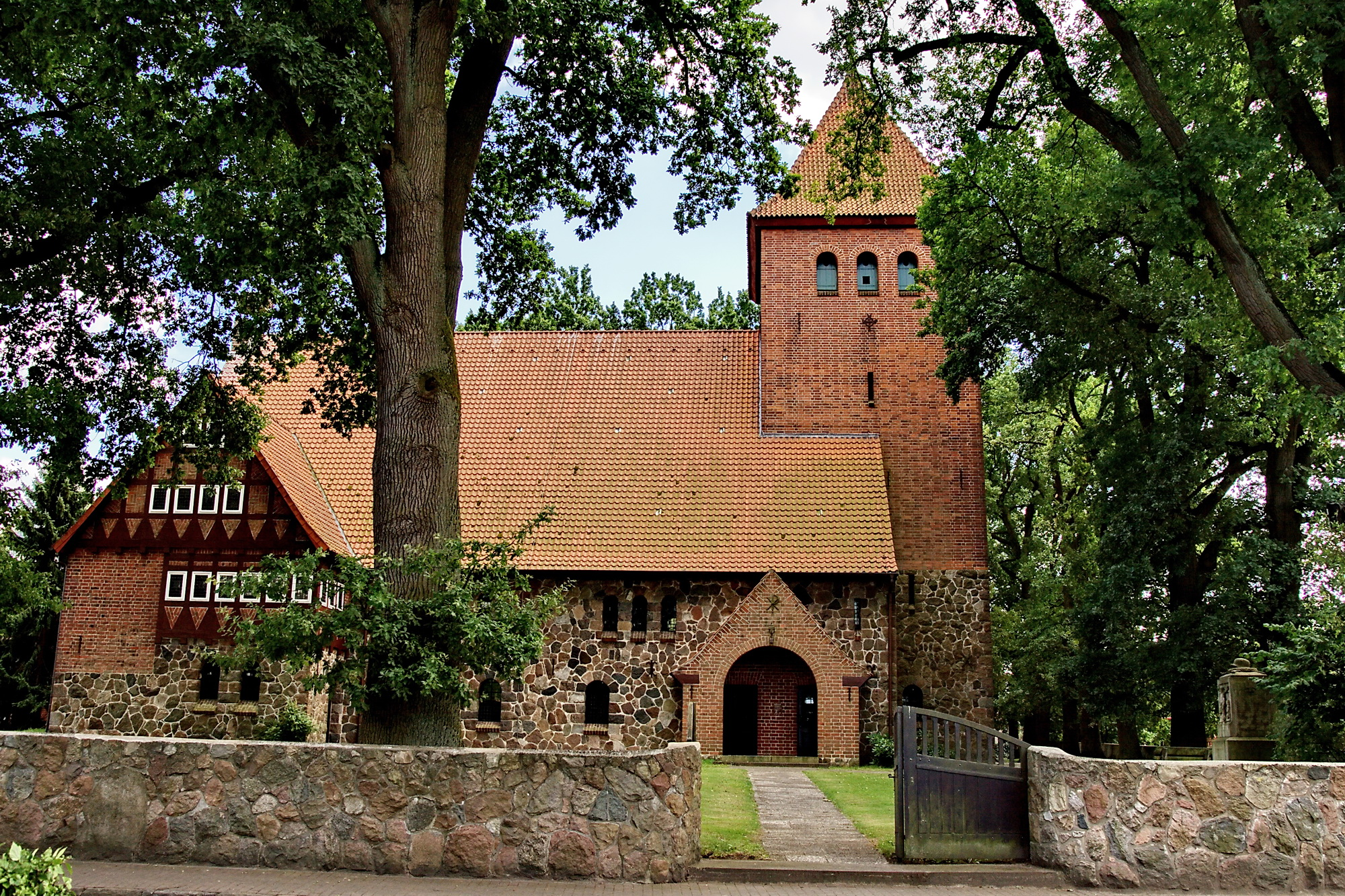
Hemelvaartkerk, 1913 (evang.-luthers)
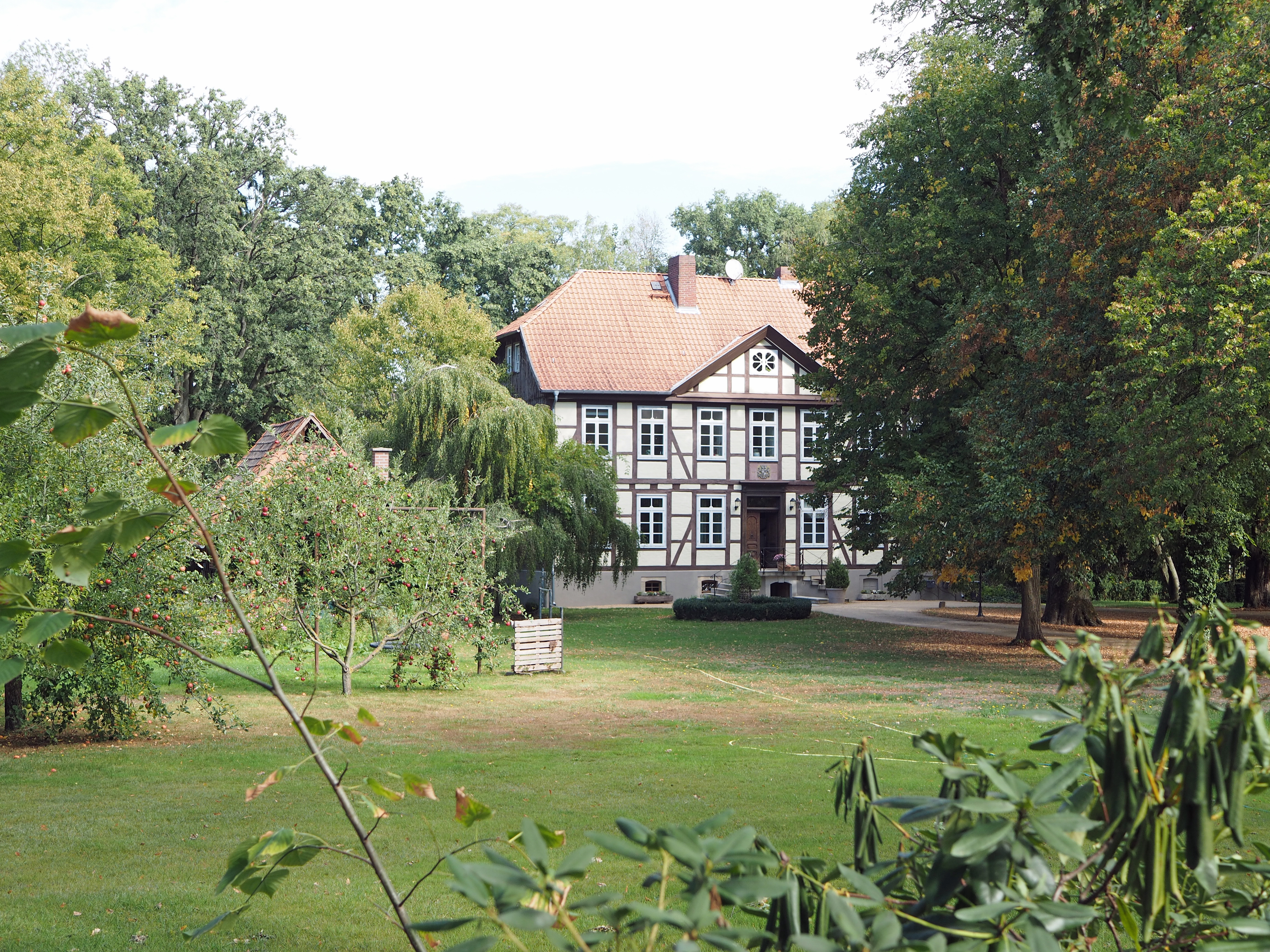
Landgoed (Rittergut) Hohne

## Geboren te Hohne
- Karl Gustav Wilhelm Baurschmidt (Hohne, 1 april 1806 – Lüchow, 21 december 1864), Duits luthers theoloog

- Gemeinsame Normdatei: 7680490-2
- National Archives and Records Administration: 10037868
- Virtual International Authority File: 246330201
- WorldCat: E39PBJcrdW943p8QgvmtryWJjC

Adelheidsdorf ·
Ahnsbeck ·
Beedenbostel ·
Bergen ·
Bröckel ·
Celle ·
Eicklingen ·
Eldingen ·
Eschede ·
Faßberg ·
Hambühren ·
Hohne ·
Lachendorf ·
Langlingen ·
Lohheide (gemeentevrij gebied) ·
Nienhagen ·
Südheide ·
Wathlingen ·
Wienhausen ·
Wietze ·
Winsen (Aller)